# Beavis and Butt-head in Virtual Stupidity
Beavis and Butt-head in Virtual Stupidity — приключенческая компьютерная игра по мотивам американского мультипликационного сериала Бивис и Баттхед, созданного Майком Джаджем. Игра была разработана и издана компанией Viacom New Media 31 августа 1995 года.
В СНГ игра была локализована и распространялась пиратской компанией Фаргус под названием «Бивас и Батхед виртуальное отупение».
В озвучивании принимали участие те же люди, что и в озвучивании мультфильма, включая самого Майка Джаджа.
Первоначально игра была выпущена на PC. В планах был также порт для CD-i, но был отменён из-за падения продаж последней. Портирование на PlayStation было сделано позже в 1998 году, и эта версия выпущена только в Японии (Beavis & Butt-head: Virtual Aho Shoukougun).

## Обзор игры
Во время урока биологии Бивис и Баттхед видят в окне Тодда, который дерётся с каким-то парнем. Убеждаясь ещё раз в том, что Тодд «крутой», Бивис и Баттхед решают уйти с урока, чтобы вступить в банду Тодда.
Вступление в банду и есть цель игры. Бивис и Баттхед должны будут искать Тодда и помогать ему.
Игрок управляет одновременно двумя персонажами — Бивисом и Баттхедом.
В игре присутствуют локации из мультфильма — дом, школа, «Мир бургеров» и множество других. Так же в игре присутствуют почти все второстепенные персонажи.
В игре есть 4 мини-игры: Hock-A-Loogie (плевать с крыши школы на прохожих и директора МакВикера), Court Chaos (кидаться на теннисном корте мячами), Bug Justice (жечь муравьёв при помощи лупы) и Air Guitar (наигрывать мелодии).

## Оценки
Virtual Stupidity в основном получило положительные отзывы. На сайте GameRankings с учётом нескольких рецензий игра имеет средний балл 76,86%. PC Gamer назвал игру «лучшей приключенческой игрой» за 1995 год. На сайте AG.ru игра имеет оценку игроков 72%.